# 포항 나들목
포항 나들목(Pohang IC)은 경상북도 포항시 북구 흥해읍 대련리와 남구 연일읍 학전리, 이동, 그리고 지곡동에 걸쳐 설치된 새만금포항고속도로의 26번 교차로이다. 새만금포항고속도로의 종점은 포항 나들목에서 포항 방향으로 0.29 km 떨어진 지점에 위치해 있다. 흥해읍, 연일읍 내로 진출할 수 있으며, 희망대로를 통해 포항시내로 진출할 수 있다.
포항시청에서도 멀지 않은 위치이기 때문에, 포항고속버스터미널을 오고가는 고속버스들이 이 나들목을 출입하여 포항시청에서 중간 승하차한다.
본래는 포항 요금소와 국도 제7호선과 국도 제28호선, 국도 제31호선이 만나는 대련 교차로를 잇는 단순한 진입로에 불과하였으나, 포항 시내의 교통 분산의 목적으로 초창기 연일 분기점이라는 명칭으로 이 나들목의 건설 계획이 마련되었으며, 추석 연휴를 앞두고 있었던 2009년 9월 30일에 도로의 이설로 완전한 형태의 입체 교차로를 갖춘 나들목의 형태로 정식으로 개통하게 되었다.

## 연혁
- 2001년 9월 25일 : 나들목 건설을 위해 포항시 도시계획시설 교통광장에 경상북도 포항시 남구 연일읍 학전리 일대를 고시[3]
- 2006년 1월 2일 : 2008년까지 나들목 건설을 위해 포항시 도시계획시설 교통광장에 경상북도 포항시 남구 연일읍 학전리 일대를 연일(이동) 분기점으로 고시[4]
- 2009년 8월 4일 : 익산포항고속도로 포항 요금소/학전 나들목 ~ 포항 나들목 구간 개통과 함께 영업 개시[5]

## 구조물 정보
- 위치: 경상북도 포항시 북구 흥해읍 대련리, 남구 연일읍 학전리, 이동, 지곡동

## 접속하는 도로
- 국도 제31호선 (영일만대로)
- 희망대로
- 간접 연결 : 국도 제7호선 (소티재로, 의현 교차로 이용), 국도 제28호선 (동해대로, 연화 교차로 이용)